# Terrier Rouge
Terrier Rouge är en kommun i Haiti.   Den ligger i departementet Nord-Est, i den nordöstra delen av landet, 130 km norr om huvudstaden Port-au-Prince.